# Navia graminifolia
Navia graminifolia är en gräsväxtart som beskrevs av Lyman Bradford Smith. Navia graminifolia ingår i släktet Navia och familjen Bromeliaceae. Inga underarter finns listade i Catalogue of Life.